# Burg Chust
Burg Chust (ukrainisch Хустський замок; ungarisch Huszti vár) ist eine Burgruine aus dem 11./12. Jahrhundert, die sich in der Stadt Chust in der Oblast Transkarpatien im westlichen Teil der Ukraine befindet. Die ehemalige ungarische Burg liegt auf einem 150 Meter hohen Berg vulkanischen Ursprungs in der Nähe des Zentrums der Stadt.

## Geschichte

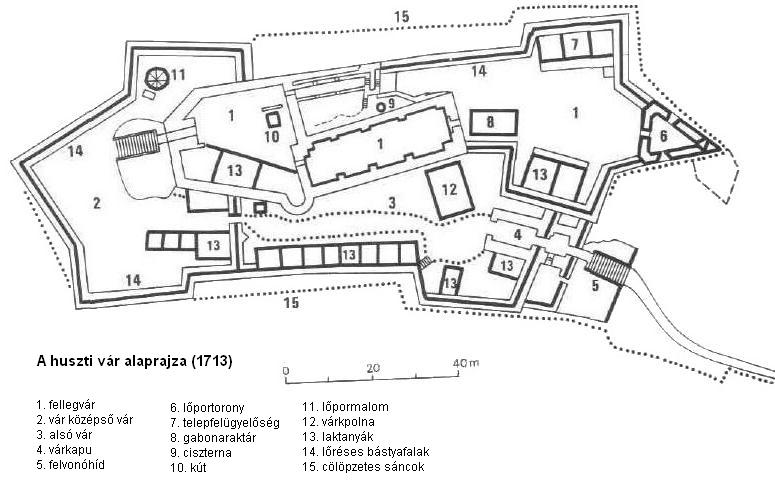
Plan

Die Bauarbeiten an der Burg begannen vermutlich um 1090 während der Herrschaft des ungarischen Königs Ladislaus I. und wurden 1191 unter Béla III. abgeschlossen. Die Burg wurde als Festung errichtet, um die Salzstraße von Solotwyno sowie das Chust-Tor und die Grenzgebiete zu schützen. Der türkische Reisende Evliya Çelebi erwähnt die Burg: „Die Burg Chust befindet sich auf dem Gipfel des Berges Hassan. Ihre Mauern sind hoch und dick und mit ihrer Macht ähnelt sie der Iskander-Festung, denn ihre Höhe reicht bereits zum Himmel. Die Wohngebäude sind nach Osten ausgerichtet und liegen übereinander. Die Dächer der Paläste sind mit farbigen Ziegeln bedeckt, die Dächer der Kirchen mit Eisen, die Kreuze darauf aus reinem Gold und glänzen so sehr, dass derjenige, der sie ansieht, müde Augen bekommt und gezwungen ist, seinen Blick aus Respekt vor ihnen zu senken.“
1242 belagerten mongolische Truppen unter Batu Khan die Burg, konnten sie aber nicht einnehmen.
Von 1281 bis 1321 gehörte die Festung zum Fürstentum Galizien-Wolhynien. Im Jahr 1480 schenkte Matthias Corvinus die Burg seiner Frau, Beatrix von Aragón. 1511 verpachtete Vladislav II. die Burg mit all seinem Besitz für 20.000 Goldmünzen an Gábor Perényi. Im Jahr 1709 fand in der Burg ein All-Transsylvanischer Landtag der Anhänger von Prinz Franz II. Rákóczi statt.
Im 16.–17. Jahrhundert wurden Chust und seine Burg oft von den Habsburgern und den Siebenbürgischen Fürsten bekämpft, von Türken und Tataren angegriffen. Nach der Niederlage der ungarischen Armee in der Schlacht bei Mohács im Jahr 1526 zerfiel das Königreich Ungarn und die Burg in Chust wurde Teil des Fürstentums Siebenbürgen. Die letzte Kampfhandlung fand 1717 statt, als Soldaten eine 12.000-köpfige Tatarenhorde in der Nähe von Wyschkowo angriffen.
Die Burg wurde durch Blitzeinschläge während eines Sturms zerstört, einer davon fiel 1766 in die Pulvermagazine. 1773 schickte Kaiserin Maria Theresia ihren Sohn Joseph, um die Burg zu inspizieren. Er ordnete an, die Garnison nach Mukatschewo zu verlegen.
Im Jahr 1798 beschädigte ein Sturm den letzten Turm der Burg. Die Behörden gaben der örtlichen Gemeinde die Erlaubnis, die Burg aus den Baumaterialien abzubauen. Im Jahr 1799 wurde die östliche Mauer der Burg für den Bau der katholischen Kirche und verschiedener öffentlicher Gebäude in Chust abgerissen. Der ungarische Dichter Ferenc Kölcsey verfasste 1831 sein berühmtes Epigramm (Huszt) über die Ruinen der Burg.

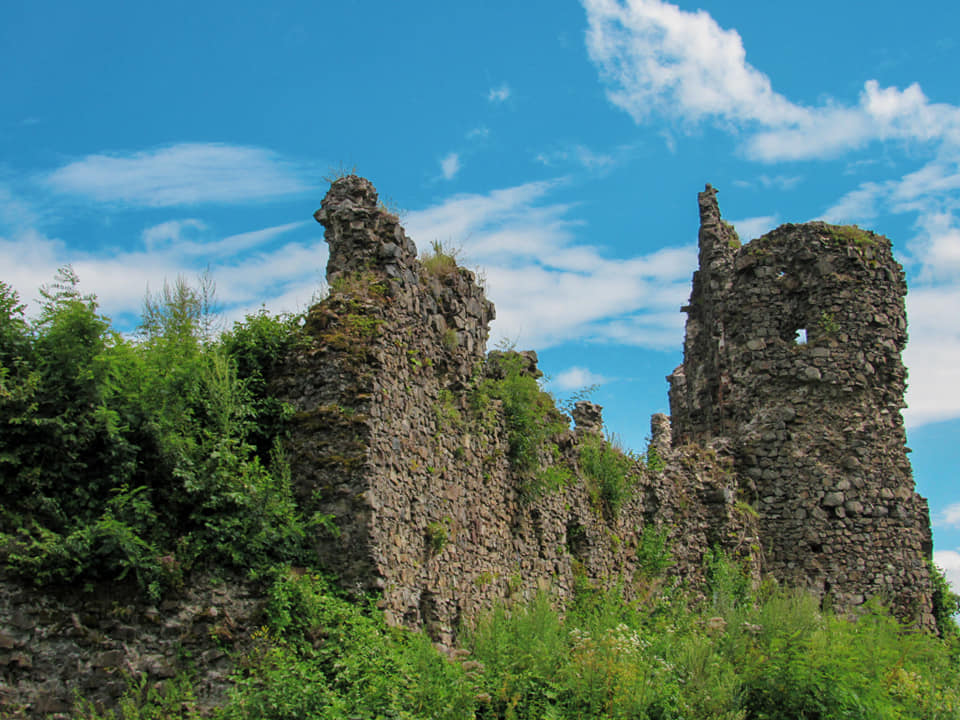
Burg Chust

## Heutiger Zustand
Heutzutage ist die Burg über einen steilen Weg zu erreichen, der in der Nähe eines Parks am südlichen Stadtrand von Chust beginnt. Der Burgberg bietet einen Blick auf Chust und die Umgebung.